# Anisogaster
Anisogaster is een kevergeslacht uit de familie van de boktorren (Cerambycidae). De wetenschappelijke naam van het geslacht werd voor het eerst geldig gepubliceerd in 1863 door Deyrolle.

## Soorten
Anisogaster omvat de volgende soorten:
- Anisogaster aenescens Fairmaire, 1896
- Anisogaster antennatus Quentin & Villiers, 1979
- Anisogaster bicolor Vinson, 1961
- Anisogaster brunneus Fairmaire, 1904
- Anisogaster cinerarius Fairmaire, 1898
- Anisogaster flavicans Deyrolle, 1863
- Anisogaster kabateki Adlbauer, 2005
- Anisogaster kenyensis Quentin & Villiers, 1979
- Anisogaster latesellatus Fairmaire, 1896
- Anisogaster longulus Fairmaire, 1897
- Anisogaster maculipennis Fairmaire, 1901
- Anisogaster magnus (Aurivillius, 1922)
- Anisogaster nigroclavatus Fairmaire, 1903
- Anisogaster nigrostrigatus Fairmaire, 1897
- Anisogaster obscurellus Fairmaire, 1896
- Anisogaster perrieri Fairmaire, 1901
- Anisogaster punctum Fairmaire, 1896
- Anisogaster reticulatus Fairmaire, 1903
- Anisogaster seriatoporus Fairmaire, 1896
- Anisogaster signifer Fairmaire, 1880
- Anisogaster transversus Fairmaire, 1897
- Anisogaster unicolor Deyrolle, 1863